# Jiří Štursa
Jiří Štursa (17. března 1910, Praha – 6. února 1995, Praha) byl český architekt.

## Život
V letech 1928–1933 vystudoval architekturu na Českém vysokém učení technickém v Praze. Ve třicátých letech byl spolu s Karlem Janů a Jiřím Voženílkem členem levicové skupiny PAS (Pokroková architektonická skupina). Zabývali se otázkami sociálního bydlení a typizací stavební výroby podle sovětských vzorů.
Po 2. světové válce, v roce 1946, podepsal prokomunistické „Májové poselství kulturních pracovníků českému lidu!“ publikované před parlamentními volbami do Národního shromáždění. Tento předvolební manifest podepsalo celkem 843 kulturních pracovníků a komunisté volby vyhráli. Je pravděpodobné, že v roce 1948 podepsal i výzvu prokomunistické inteligence Kupředu, zpátky ni krok!. Na I. celostátní konferenci Svazu československých výtvarných umělců, jež se konala ve dnech 29.–31. března 1950, byl zvolen do ústředního výboru tohoto svazu. Funkci vykonával do července 1952.
V letech 1952–1954 byl děkanem fakulty architektury ČVUT.

## Dílo

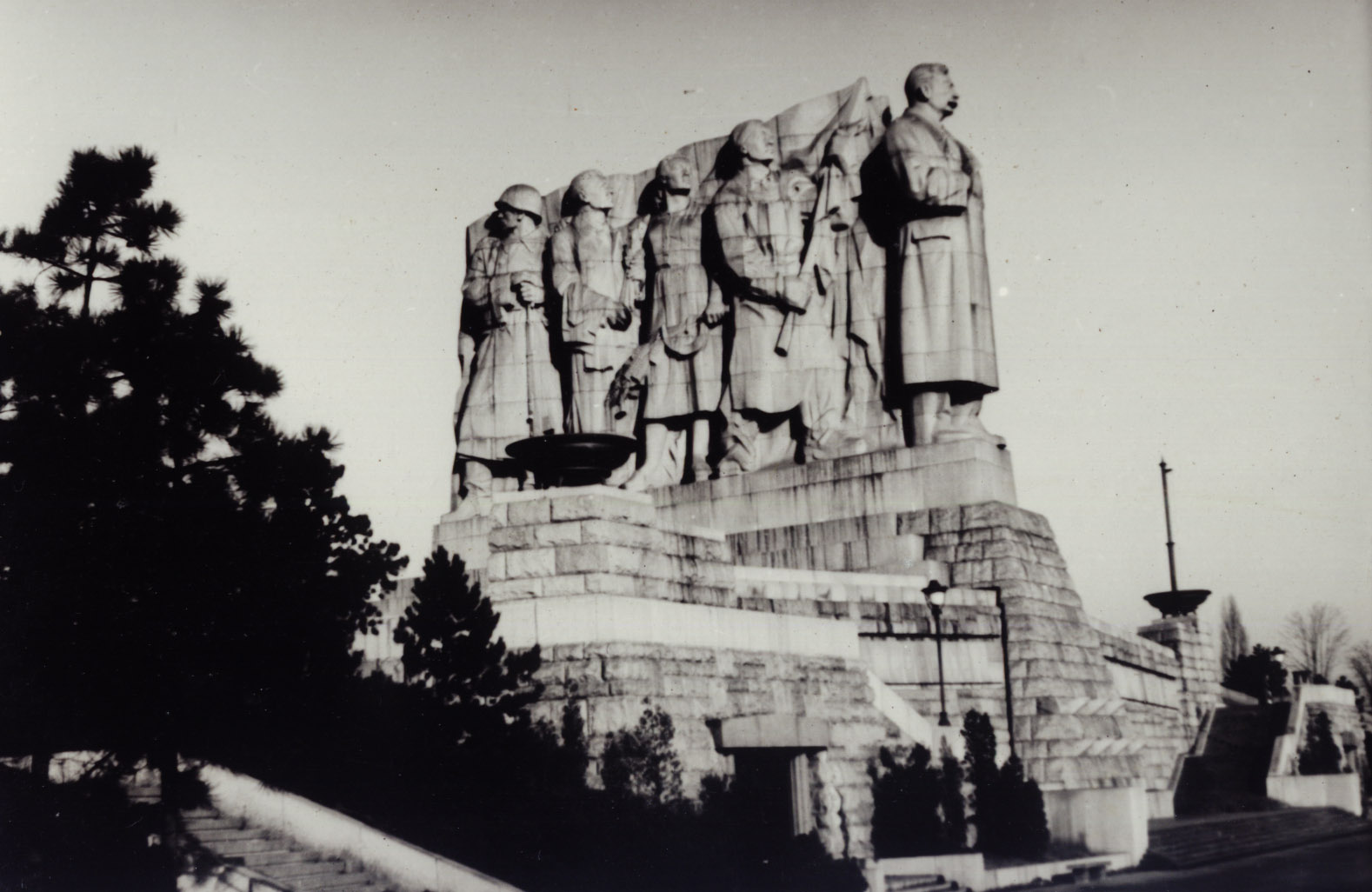
Stalinův pomník na Letné

- 1931–1935 obytná a průmyslová oblast severně od Prahy (v pásu Kralupy nad Vltavou – Brandýs nad Labem) – projekt skupiny PAS (Janů, Štursa, Voženílek) byl aplikací "lineárního města" podle teorií Nikolaje Alexandroviče Miljutina (1889–1942): Socgorod – Otázka výstavby socialistických měst [4]
- V letech 1936–1938 spolupracoval se sochařem Otakarem Švecem na návrhu pomníku Tomáše Garrigua Masaryka na Letné. Pomník nebyl realizován, místo něj byl později postaven Stalinův pomník na jehož tvorbě se Jiří Štursa (spolu s manželkou a Adolfem Zábranským) rovněž podílel.[5][3]
- 1937–1938 obytný dům, Praha 6-Dejvice, čp. 214, Evropská 36, spolu s Karlem Janů [6]
- 1937–1938 účast na projektu pomníku T. G. Masaryka na Letné, spolu s Otakarem Švecem
- 1938 Nájemní dům v Písku[7]
- 1938 projekt školy moderních řečí v Praze, 1. cena v užší soutěži
- 1938–1939 Volmanova vila, Čelákovice, spolu s Karlem Janů. Jedná se o jednu z nejvýznamnějších staveb českého funkcionalismu.[8]
- 1939 projekt na blok nájemních domů Svazu československého díla
- 1939–1940 nájemní dům čp. 1423, Praha 6-Břevnov, Nad Kajetánkou 18
- 1939–1940 rodinný dům čp. 445, Praha 5-Hlubočepy (Barrandov), Pod Habrovou 3, spolu s Vlastou Štursovou
- 1939–1940 nájemní dům čp. 1059, Praha 4-Michle, Sedlčanská 20, spolu s Vlastou Štursovou
- 1946–1951 Vzorné sídliště „Bělský Les“, Ostrava-Zábřeh – člen autorského kolektivu, urbanismus: Jiří Štursa a Otakar Slabý, projekty jednotlivých objektů: Anna Friedlová-Kanczuská, Vladimír Meduna, Jaroslav Turek. Realizována byla pouze část projektu. [9] [10]
- 1947 montovaný nájemní dům, Praha 6-Dejvice, Matějská 24 – první prefabrikovaný obytný dům v Čechách [11]
- 1955 konečná úprava okolí pomníku Josifa Vissarionoviče Stalina, Praha, Letná (spolu s Vlastou Štursovou, sochař: Otakar Švec)

## Výstavy
- 1932 Stavebnictví a bydlení, Praha, 1933 Brno
- 1935 výstava při Mezinárodním kongresu pro bytovou péči, Praha
- 1937 Mezinárodní výstava mladých výtvarníků, Sofie, Řím
- 1940 Za novou architekturu, Praha
- 1941, 1942, 1943 výstavy Svazu českého díla, Praha

## Spisy
- Karel Janů – Jiří Štursa – Jiří Voženílek: Architektura a společnost : Vývoj architektury za kapitalismu a úkoly socialistického architekta : Zásady a program socialistických architektů, Praha : Levá fronta, 1933
- Karel Janů – Jiří Štursa – Jiří Voženílek, Je možná vědecká syntéza v architektuře?. Magazín Družstevní práce IV, 1936–1937, s. 176–182
- ŠTURSA, Jiří. Velkoměstský nájemní dům. Praha: Spolek inženýrů a architektů, 1943. 16 s. Rozšířený zvláštní otisk Časopisu českých inženýrů a architektů SIA, číslo 4, ročník 1943; psáno 1940.
- Typologie budov správních, Praha : SNTL, 1963
- Typologie budov obchodních, Praha : ČVUT, 1971
- Rekonstrukce a renovace památek II. : modernizace obytného fondu 19. a 20. století, Praha : České vysoké učení technické, 1983